# Iphiaulax tinctipennis
Iphiaulax tinctipennis är en stekelart som beskrevs av Cameron 1887. Iphiaulax tinctipennis ingår i släktet Iphiaulax och familjen bracksteklar. Inga underarter finns listade i Catalogue of Life.